# Scattering di Bhabha

Canale s

Nella fisica delle particelle si chiama scattering di Bhabha il processo di diffusione elastica tra elettrone e positrone:
{\displaystyle \mathrm {e} ^{+}\mathrm {e} ^{-}\,\to \,\mathrm {e} ^{+}\mathrm {e} ^{-}.}
Deve il proprio nome al fisico indiano Homi Jehangir Bhabha, che per primo lo studiò.

## Sezione d'urto
I diagrammi di Feynman che contribuiscono allo scattering di Bhabha sono due: uno di annichilazione (detto anche di canale {\displaystyle s}) e uno di diffusione coulombiana (detto anche di canale {\displaystyle t}).

Canale t

L'elemento di matrice è dato, dunque, dalla somma degli elementi di matrice dei singoli diagrammi. Applicando le regole di Feynman si arriva a calcolare la sezione d'urto differenziale nell'angolo (solido) di diffusione, in approssimazione di Born:
{\displaystyle {\frac {\mathrm {d} \sigma }{\mathrm {d} \Omega }}={\frac {\alpha ^{2}}{8E^{2}}}\left({\frac {t^{2}+u^{2}}{s^{2}}}+{\frac {u^{2}+s^{2}}{t^{2}}}+2{\frac {u^{2}}{ts}}\right),}
dove {\displaystyle \alpha } è la costante d'accoppiamento dell'elettrodinamica quantistica, {\displaystyle E} l'energia nel centro di massa e {\displaystyle s}, {\displaystyle t}, {\displaystyle u} sono gli invarianti cinematici di Mandelstam. Fissando, ora, la cinematica tipica
{\displaystyle \left\{{\begin{matrix}p_{1}=\left(E,\,0,\,0,\,E\right)\\p_{2}=\left(E,\,0,\,0,\,-E\right)\\q_{1}=\left(E,\,0,\,E\sin \vartheta ,\,E\cos \vartheta \right)\\q_{2}=\left(E,\,0,\,-E\sin \vartheta ,\,-E\cos \vartheta \right)\end{matrix}}\right.,}
dove {\displaystyle p_{1}} e {\displaystyle p_{2}} ({\displaystyle q_{1}} e {\displaystyle q_{2}}) sono rispettivamente i quadrimpulsi del positrone e dell'elettrone di stato iniziale (finale), si ottiene:
{\displaystyle {\frac {\mathrm {d} \sigma }{\mathrm {d} \Omega }}={\frac {\alpha ^{2}}{8E^{2}}}\left({\frac {1+\cos ^{2}\vartheta }{2}}+{\frac {1+\cos ^{4}{\frac {\vartheta }{2}}}{\sin ^{4}{\frac {\vartheta }{2}}}}-{\frac {2\cos ^{4}{\frac {\vartheta }{2}}}{\sin ^{2}{\frac {\vartheta }{2}}}}\right).}
È possibile osservare che la sezione d'urto differenziale diverge per piccoli angoli di diffusione {\displaystyle \vartheta }. La sezione d'urto integrata, invece, mostra un tipico andamento decrescente all'aumentare dell'energia nel centro di massa.